# Porphyrinia semiochrea
Porphyrinia semiochrea är en fjärilsart som beskrevs av Kruger 1939. Porphyrinia semiochrea ingår i släktet Porphyrinia och familjen nattflyn. Inga underarter finns listade i Catalogue of Life.